# فنسنت بيير
فنسنت بيير (بالإنجليزية: Vincent Pierre)‏ هو شخصية أعمال وسياسي أمريكي، ولد في 1 أبريل 1964 في الولايات المتحدة. انتخب عضو مجلس نواب لويزيانا.